# Perfect World (manga)
Perfect World (パーフェクトワールド) est une série manga dessinée par Rie Aruga et pré-publiée entre 2014 et 2021 dans le magazine Kiss, un magazine de josei manga (manga féminin) édité par Kōdansha. Il raconte en 12 volumes l'histoire d'amour entre une femme valide et un homme paraplégique.
L'œuvre remporte en 2019 le prix du manga Kōdansha dans sa catégorie shōjo. Elle est adaptée en film en 2018 ainsi qu'en drama en 2019. La série est publiée en langue française par Akata.

## Description
L'histoire est centrée sur la relation romantique entre la protagoniste Tsugumi Kawana (川奈つぐみ), une architecte d'intérieur de 26 ans vivant à Tokyo, et Itsuki Ayukawa (鮎川樹), un architecte du même âge. Lorsqu'elle était lycéenne, Tsugumi était amoureuse d'Itsuki, qui était alors l'égérie du club de basket-ball de l'école.

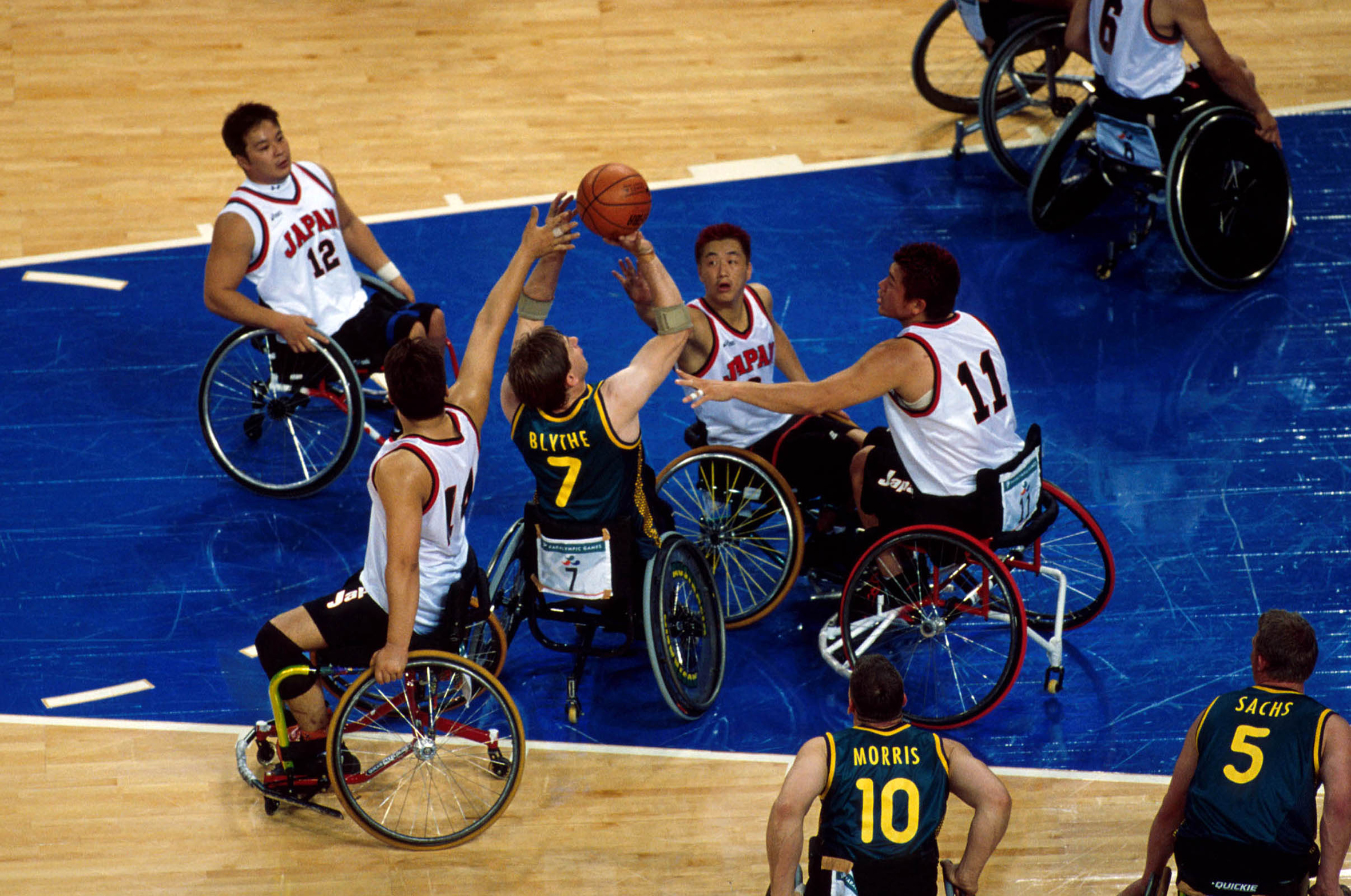
Itsuki pratique du basket-ball en fauteuil roulant.

L'histoire commence par leurs retrouvailles dans le cadre professionnel ; Tsugumi est choquée de découvrir qu'Itsuki est paraplégique et se déplace désormais en fauteuil roulant ; il a eu un accident de vélo lorsqu'il était étudiant, ce qui a provoqué un traumatisme médullaire. Mais une fois le choc initial passé, elle tombe à nouveau amoureuse d'Itsuki.
La série présente de nombreux thèmes en liens avec le handicap moteur d'Itsuki : les conséquences sur sa santé (escarre, incontinence fécale, etc.), le handisport, les contraintes d'accessibilité des lieux et l'architecture universelle, la pression sociale exercée sur les protagonistes aussi bien par des étrangers que par des membres de leur famille, la gestion des séismes, le rapport sexuel ou encore la conception d'enfants par procréation médicalement assistée,,,. La relation entre les deux protagonistes est ainsi ponctuée de nombreuses difficultés externes, mais aussi de difficultés internes en lien avec leur propres faiblesses personnelles, notamment alimentées par leur validisme internalisé.

## Genèse de l'œuvre

### Contexte de création
Rie Aruga est une autrice de manga qui a commencé sa carrière en 2011 ; elle travaille pour le magazine Kiss de Kōdansha, un magazine de shōjo manga pour adulte. Elle dessine plusieurs histoires courtes avant d'entamer sa première série en 2013, Par delà les étoiles… (オールトの雲から), qui ne rencontre pas le succès et est donc abandonnée au cours de l'année.
Kiss publie souvent des œuvres sociales ; le thème du handicap n'avait pas été traité par le magazine depuis la fin de Kimi no te ga sasayaite iru (君の手がささやいている) en 2002, un manga de Junko Karube sur la surdité. Aussi lors de l'été 2013 le service éditorial du magazine demande à Aruga de créer un manga romantique sur le thème du handicap, premièrement sous la forme d'un one shot. L'autrice est choisie pour ce projet car il est estimé que son profil correspond, avec son style graphique « joli et travaillé ».

### Documentation et recherches
La création de mangas sur le thème du handicap est généralement très encadrée aussi bien par les éditeurs que par des associations afin d'éviter les faux-pas ; c'est particulièrement le cas pour le projet d'Aruga, comme l'autrice est encore relativement inexpérimentée et qu'elle ne connaît pas du tout la thématique.
Lors de ses recherches préliminaires, elle rencontre rapidement Kazuo Abe, un architecte réputé qui est aussi paraplégique ; il devient rapidement son consultant pour la série et joue ainsi le rôle habituellement dévolu aux associations. Abe présente à Aruga une dizaine de couples avec des handicaps divers, leur famille respective,, ainsi que du personnel soignant.
Au fil de ses recherches, la dessinatrice a la vision d'un homme en fauteuil roulant, elle décide alors de s'orienter sur le thème de la paraplégie. Pour bien comprendre le handicap en plus de ce qu'elle peut rassembler lors de ses rencontres, elle visite des usines de fabrication de fauteuils roulants et en loue un pour se rendre compte par elle-même des difficultés de déplacement et de la vie de tous les jours.

### Création et pré-publication
Pour son histoire, Aruga décide d'avoir comme protagoniste une femme, pour correspondre au lectorat typique de Kiss ; comme l'autrice voyait un homme pour le personnage en situation de handicap, la protagoniste est donc valide, ce qui permet d'adopter plus facilement un point de vue didactique pour le lectorat. Elle décide en outre de faire travailler ses personnages dans le milieu de l'architecture et de la décoration d'intérieur afin de mettre en avant le thème de l'accessibilité universelle.
L'autrice projette dès le départ de donner à son manga une fin heureuse, avec une idée grossière de l'histoire complète, même si elle se laisse la possibilité de dévier au fil de la progression. Ainsi, comme l'histoire est celle de deux personnes, qui malgré le handicap et les épreuves, cherchent à se créer un « monde parfait », Aruga donne au manga le titre de Perfect World.
Le one shot est finalement publié le 24 mars 2014 dans le numéro de mai 2014 de Kiss ; il reçoit un très bon accueil des lecteurs, ce qui permet à l'autrice de poursuivre l'histoire sous la forme d'une série à un rythme plus ou moins mensuel. Rie Aruga travaille sur la série avec trois assistants à distance ; l'élaboration du storyboard dure environ deux semaines, puis elle dessine sur papier avec de simples stylos avant de réaliser l'encrage et le tramage en numérique.
Comme l'autrice est encore peu expérimentée et que le manga traite de thèmes difficiles, avec par exemple les problèmes de santé ou le sexe, elle est encouragée par ses éditeurs à représenter ces thèmes au compte-goutte, au fur et à mesure de sa montée en compétence, quand d'autres, comme le séisme, font écho à l'actualité, avec les séismes de 2016 de Kumamoto. En outre, pour ses dialogues, la dessinatrice essaie au mieux de réutiliser telles quelles des paroles qu'elle a pu entendre lors de ses entretiens, afin de donner directement la parole aux personnes concernées et ainsi d'éviter de les réinterpréter.
La série se conclut en 59 chapitres le 25 janvier 2021 dans le numéro de mars 2021 de Kiss.

## Éditions
Les chapitres du manga sont rassemblés par Kōdansha en 12 volumes reliés dans sa collection « KC Kiss » ; le premier volume est publié en février 2015 lorsque le douzième est publié en mars 2021.
L'œuvre est traduite à l'international dans une dizaine de langues, notamment en anglais, en chinois mandarin ou encore en français. La version française est traduite par Chiharu Chūjo, adaptée par Nathalie Bougon et éditée par les éditions Akata dans sa collection « Large » ; l'œuvre entre dans sa démarche de proposer un catalogue qui traite de diverses problématiques sociétales. Le premier volume francophone est ainsi publié en octobre 2016 et le douzième en mai 2021.

## Analyse

### Unshōjomanga typique
Pré-publié dans un magazine de shōjo manga, Perfect World est conçu avant tout autre chose comme une œuvre de divertissement, qui adhère aux conventions du shōjo manga romantique, aussi bien sur le plan narratif que graphique.
Au niveau narratif, les deux protagonistes principaux sont une variation réaliste de l'héroïne positive et lumineuse et du héro plus froid et distant, quand l'histoire est centrée sur une romance policée et mélodramatique qui prend la forme d'un quatuor amoureux. Ainsi l'autrice explique « Ce n’est pas parce que l’un des thèmes est le handicap qu’on doit négliger le sentimental. J’adore les histoires d’amour et il faut que les lecteurs aient le cœur qui bat la chamade. Si je n’y arrive pas, j’ai échoué. C’est ma seule obsession quand j’écris mes histoires. »
Sur le plan esthétique, les traits du dessin sont doux et dans la norme des œuvres contemporaines du genre, notamment avec son héro au corps gracile qui ne signale pas une forte masculinité.
Plus spécifiquement Yoshiko Okuyama, professeure d'études japonaises spécialiste du handicap, intègre Perfect World dans la lignée de nombreux shōjo mangas romantiques qui utilisent le handicap comme un procédé narratif permettant de mettre à l'épreuve la solidité de l'amour reliant les deux protagonistes, qui doivent alors faire face à la discrimination et se retrouvent aliénés de la société. Mais Okuyama souligne que le manga propose par-dessus ce procédé narratif typique un important aspect didactique sur le handicap.

### Représentation du handicap
L'histoire étant écrite du point de vu de Tsugumi, qui est valide et qui ne connaît initialement que peu de choses sur le handicap, elle permet au lecteur d'apprendre avec la protagoniste la réalité du handicap moteur à partir de ses observations et de ses erreurs dans sa relation avec Itsuki. Toutefois comme la relation entre les deux protagonistes est le cœur de l'histoire, l'œuvre ne se veut pas universelle et ne prétend pas être un documentaire.
Itsuki et son handicap sont ainsi individualisés, son personnage ne verse ni dans le misérabilisme, ni dans le héroïsme stoïque ; s'il partage une expérience commune avec d'autres personnes paraplégiques, concernant ses difficultés de déplacement, ses problèmes de santé et la discrimination qu'il subit, il possède ses propres forces et faiblesses,,.
Par ailleurs, les protagonistes rencontrent au fil de l'histoire d'autres personnes en situation de handicap moteur, chacune dans une situation matrimoniale et avec un handicap qui lui est propre. Ceci permet d'éviter que le handicap ne se retrouve enfermé dans un unique cas de figure.

## Adaptations

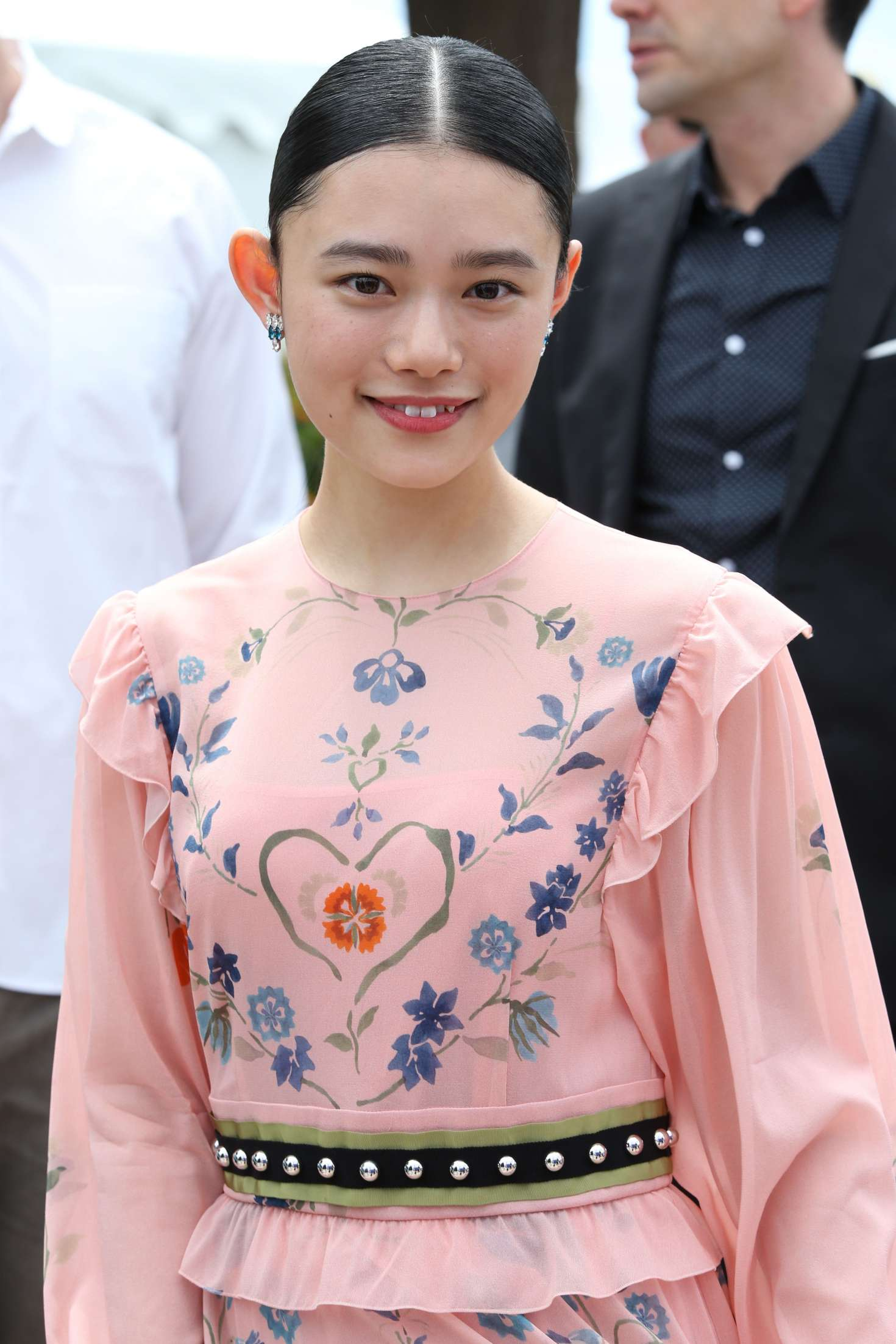
Hana Sugisaki en 05 2017.

Une adaptation cinématographique du manga est annoncée dans le numéro de mai 2017 de Kiss. Elle est dirigée par Kenji Shibayama et écrite par Keiko Kanome, les rôles principaux sont interprétés par Hana Sugisaki pour Tsugumi, et Takanori Iwata pour Itsuki.
Le film sort en salles le 5 octobre 2018 sous le titre Perfect World : Kimi to iru kiseki (パーフェクトワールド 君といる奇跡). La réception par le public est médiocre, avec une recette de 622 million de yen.
Malgré ce résultat, une adaptation en drama est diffusée à la télévision l'année suivante sur KTV et Fuji TV pour un total de 10 épisodes, entre le 16 avril 2019 et le 25 juin 2019. Là encore le résultat d'audience est médiocre.
L'implication de Rie Aruga dans ces deux projets d'adaptation est faible ; elle a principalement signé les chartes au démarrage des projets.

#### Livres et articles
- Guillaume Boutet, « Japan Expo 2019 : Rie Aruga et le handicap », sur ActuaBD, 8 juillet 2019 (consulté le 23 décembre 2021).
- (en) Yoshiko Okuyama, « Gender and the Wheelchair », dans Reframing Disability in Manga, University of Hawai'i Press, 2020 (ISBN 9780824883225).

#### Critiques
- Olivia Tripault, « "Perfect  world" : le libre droit à l'amour », Atlantico,‎ 2 mars 2017 (lire en ligne, consulté le 22 décembre 2021).
- Frederico Anzalone, « Perfect World #1-4 », sur BoDoï, 8 août 2017 (consulté le 23 décembre 2021).
- (en) Rebecca Silverman, « Perfect World GN 1 », sur Anime News Network, 1er mai 2018 (consulté le 23 décembre 2021).
- Lucile Bellan, « «Perfect World», amour et handicap au pays du manga », Slate,‎ 11 juillet 2019 (lire en ligne, consulté le 22 décembre 2021).
- Pauline Croquet, « « Perfect World » : le manga romantique s’empare avec justesse de la question du handicap », Le Monde,‎ 2 août 2019 (lire en ligne, consulté le 22 décembre 2021).
- Rémi I., « Perfect World #9-10 », sur BoDoï, 6 avril 2020 (consulté le 23 décembre 2021).

#### Interviews
- (ja) 松澤夏織, « 日本人は障害者に慣れていない『パーフェクトワールド』 », sur Excite,‎ 12 mars 2016 (consulté le 22 décembre 2021).
- Frederico Anzalone, « Rie Aruga : Quand la roue tourne », Atom, no 11,‎ 2019 (ISSN 2552-9900).
- (ja) 上野啓祐, « 障害ある人との恋愛模様、リアルに　漫画「パーフェクトワールド」作者・有賀リエさんに聞く　日常の「大変さ」地道な取材で », 信濃毎日新聞,‎ 18 mars 2020.